# Louis Mermaz
Louis Mermaz (ur. 20 sierpnia 1931 w Paryżu, zm. 15 sierpnia 2024) – francuski polityk, historyk i samorządowiec, minister w kilku rządach, parlamentarzysta, w latach 1981–1986 przewodniczący Zgromadzenia Narodowego.

## Życiorys
Z wykształcenia historyk, specjalizował się w historii nowożytnej. Pracował jako nauczyciel historii. Długoletni działacz ugrupowań socjalistycznych, w tym Partii Socjalistycznej. Od końca lat 50. należał do współpracowników François Mitterranda.
W latach 1967–1968 był po raz pierwszy posłem do Zgromadzenia Narodowego. Powrócił do niego w 1973, uzyskując reelekcję w 1978, 1981, 1986 i 1988.
Pełnił również różne funkcje w organach administracji terytorialnej. W latach 1971–2002 zajmował stanowisko mera miejscowości Vienne. Był także radnym departamentu Isère i przewodniczącym rady generalnej.
Od maja do czerwca 1981 pełnił funkcję ministra zaopatrzenia i transportu w rządzie, którym kierował Pierre Mauroy. Następnie do 1986 był przewodniczącym Zgromadzenia Narodowego VII kadencji. Od maja do czerwca 1988 stał na czele resortu transportu w gabinecie Michela Rocarda. Po odejściu z gabinetu przez dwa lata przewodniczył frakcji socjalistycznej w niższej izbie parlamentu. Od października 1990 do października 1992 był ministrem rolnictwa i leśnictwa w trzech kolejnych rządach, którym przewodniczyli Michel Rocard, Édith Cresson i Pierre Bérégovoy. Następnie do marca 1993 w ostatnim z nich sprawował urząd ministra do spraw kontaktów z parlamentem, będąc jednocześnie rzecznikiem prasowym rządu.
Nie utrzymał mandatu poselskiego w 1993, odzyskał go jednak na skutek wyborów w 1997. W latach 2001–2011 wchodził w skład francuskiego Senatu.
Odznaczony Legią Honorową V klasy.